# Entomophobia kinabaluensis
Entomophobia es un género monotípico que tiene asignada una única especie: Entomophobia kinabaluensis (Ames) de Vogel  de orquídeas epífitas. Se encuentra en Borneo y Célebes.

## Descripción
Es una orquídea de tamaño mediano a grande, que prefiere clima caliente a frío, es crecientemente epífita o litófitas donde se encuentran sobre rocas calizas, tiene pseudobulbos basales envueltos con varias vainas escariosas, tienen dos hojas apicales, erectas, coriáceas, lineales, agudas, con 3 a 7 nervaduras, la base de las hojas son pecioladas. Florece en cualquier época del año en una inflorescencia terminal, erguida, un poco comprimida de 24 cm de largo, con 15 a 42 flores de 5 mm de longitud.

## Distribución y hábitat
Se encuentran en Borneo y Célebes central en la parte baja de los bosques de alta montaña en alturas  de 900 a 2300 metros.

## Taxonomía
Entomophobia kinabaluensis fue descrito por (Ames) de Vogel y publicado en Blumea 30: 199. 1984.
Sinónimos
- Pholidota kinabaluensis Ames 1920[2][4][5]